# 沁陽市
沁陽市（しんよう-し）は、中華人民共和国河南省焦作市に位置する県級市。黄河流域に位置する。古くは「野王」と呼ばれ、戦国時代には衛の最後の首都となった。明・清時代には懐慶府が置かれていた。

## 行政区画
- 街道:覃懐街道、懐慶街道、太行街道、沁園街道
- 鎮:崇義鎮、西向鎮、西万鎮、柏香鎮、山王荘鎮、紫陵鎮
- 郷:常平郷、王召郷、王曲郷